# Pedro Henríquez Carrión
Pedro Henríquez Carrión (* Valdivia, Chile, 1717-† Valdivia, Chile, 29 de mayo de 1779), fue un militar español, comandante de la plaza y presidio de Valdivia en 1767 y miembro de una de las más importantes familias del sur del país.

## Biografía
Fueron sus padres el capitán español don Pedro Henríquez Prieto y doña Rosa Carrión y García, patriarcas de uno de los linajes más preclaros de la ciudad de Valdivia.
En 1737, a la edad de veinte años, contrajo matrimonio con Narcisa Santillán y Adriasola (†1796), valdiviana de noble origen, hija del oficial don José de Santillán y de doña Rosa Josefa de Adriasola y Zurita. Pedro y Narcisa tuvieron siete hijos: 
- Pedro Ignacio Henríquez y Santillán (sacerdote jesuita, expulsado de Chile en 1767)
- Manuela Henríquez y Santillán
- Juan Henríquez y Santillán (subteniente del Real Ejército)
- Félix Henríquez y Santillán (capitán de infantería española, padre del célebre Fraile de la Buena Muerte Camilo Henríquez)
- Gregorio Henríquez y Santillán
- Ramona Henríquez y Santillán (tras su matrimonio con don Vicente de Agüero en 1787, la mujer más acaudalada del sur de Chile)
- Esteban Henríquez y Santillán (capitán de infantería española)

## Su desempeño profesional
Comenzó a servir en el Real Ejército con el grado de cadete, el 1 de diciembre de 1733. Escaló todas las graduaciones a que podía aspirar un criollo provinciano, llegando a ocupar el cargo de lugarteniente de gobernador en 1749. Fue capitán de artillería y de infantería españolas, y como tal, fue designado en 1767 comandante del presidio de Valdivia. Tres años más tarde, se le encomendó la tarea de conducir el Real Situado desde el Perú hasta esa ciudad, función que se conocía en la época como situadista.

## Obligado a asumir como veedor de Valdivia
En 1775, el gobernador del presidio Joaquín Espinosa Dávalos solicitó al presidente Agustín de Jáuregui y Aldecoa que designase a Henríquez para asumir interinamente la veeduría de la plaza; sin embargo, éste rechazó la proposición, argumentando que se hallaba viejo y enfermo. Jáuregui, a la luz de las recomendaciones recibidas en el sentido de que Henríquez era un oficial responsable, honorable y probo, determinó que no existía razón para que éste no ocupara el cargo, y lo conminó a aceptarlo. Cansado y achacoso, falleció al cabo de cuatro años de ejercicio en el puesto.
- Datos: Q6069070